# Ferdinando Spinola

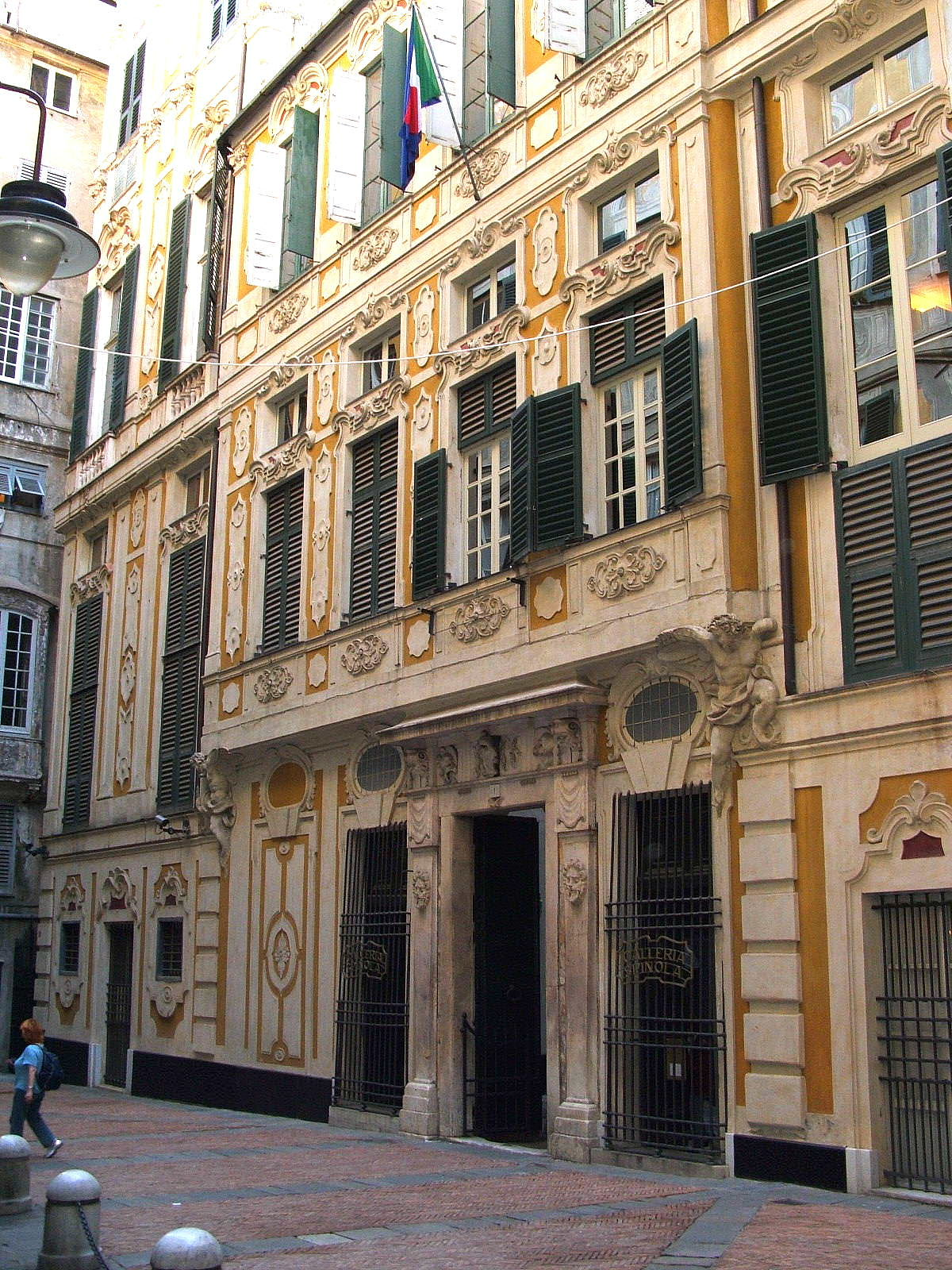
Palazzo Spinola w Pellicceria (Genua)

Ferdinando Spinola di Gherardo (ur. 1694, zm. 1773) – polityk genueński.
Pochodził z najbogatszego rodu Republiki Genueńskiej.
Przez krótki okres (7-19 stycznia 1773) pełnił urząd doży Genui, lecz ponieważ w chwili wyboru na to stanowisko miał już 79 lat, zrezygnował.